# Singulare tantum
Un singulare tantum (venant du latin, ayant le sens « uniquement au singulier ») se dit d'un nom qui n'existe qu'au singulier ou est très rarement utilisé au pluriel.

## Nom collectif
Un nom collectif qui exprime un ensemble d'entités de même famille, est un nom généralement employé au singulier ; cependant la plupart peuvent aussi se rencontrer au pluriel. Ce ne sont donc pas, en général, des singularia tantum.
Par exemple : 
- une foule de touristes n'exclut pas des foules bigarrées
- une volée de corbeaux (a flock of crows en anglais) n'exclut pas des volées de moineaux ou des volées d'injures (au sens figuré).